# Jules-Frédéric Bouchet
Jules-Frédéric Bouchet (1799-1869) fue un arquitecto, dibujante y grabador francés.

## Biografía
Nacido el 30 de octubre de 1799 en París, fue discípulo de Percier. Obtuvo en la Escuela de Bellas Artes en 1821 el segundo gran premio de arquitectura con Fontaine por un proyecto para un teatro de ópera y, en 1824, el premio departamental. Luego viajó durante tres años por Italia, periodo durante el cual realizó una gran cantidad de bocetos, dibujos y acuarelas.

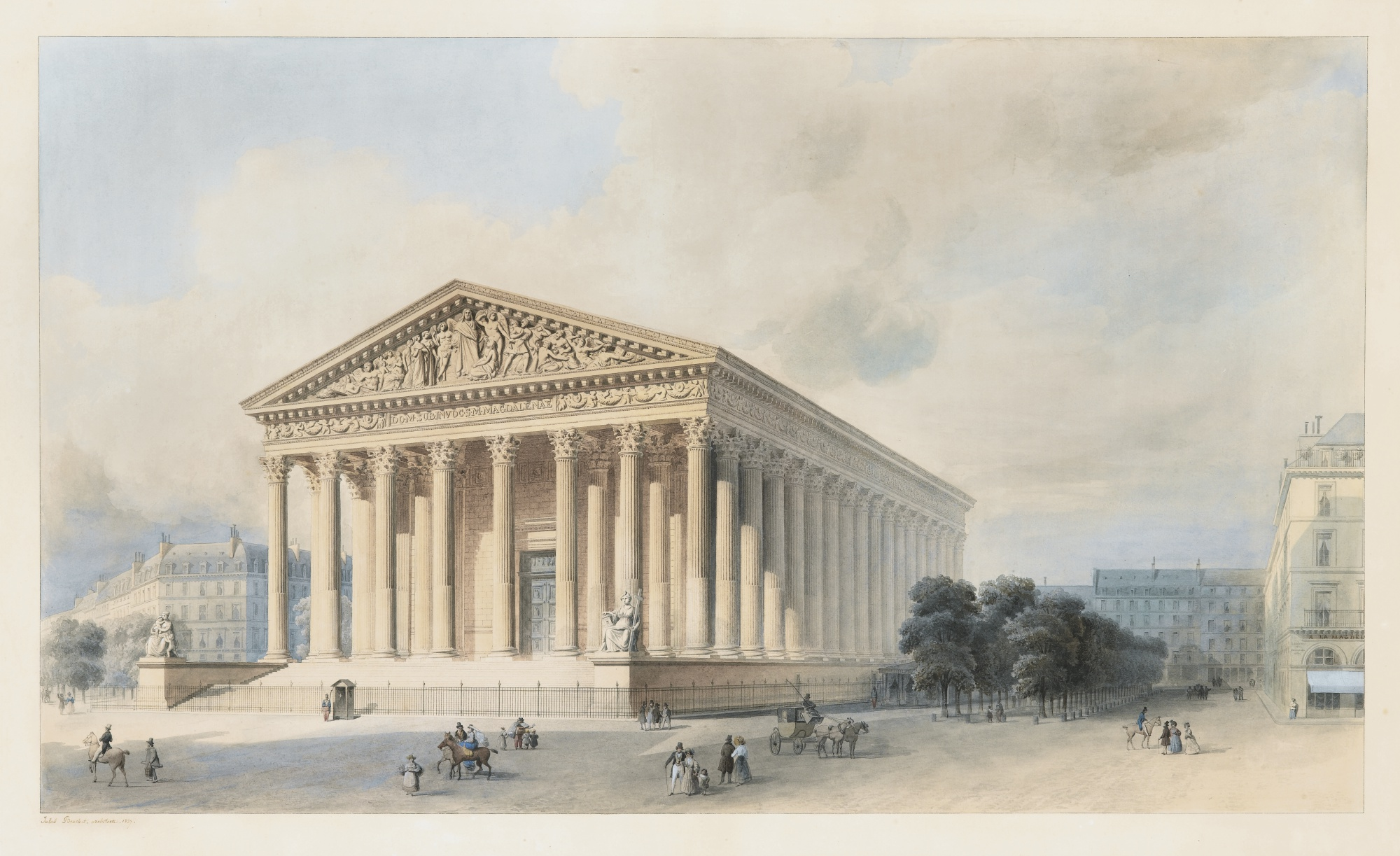
Vista de la iglesia de la Madeleine

Fue autor de vistas de edificios parisinos, como la galería de Saint-Louis en el Palacio de Justicia, la iglesia de la Madeleine y el Arco de Triunfo de l'Etoile, acuarelas de residencias papales, la Villa Madama, la Villa Pia y el Vaticano en Roma; la basílica de San Marcos en Venecia, el Palazzo Vecchio en Florencia; estudios de las termas de Pompeya, el foro y la basílica de Fano (según Vitruvio) y de la Villa Laurentina de Plinio el Joven, en Toscana, basados en las cartas de este último a Galo y Apolinar. Algunos de estos dibujos, acuarelas o estudios fueron grabados por él mismo y publicados bajo los siguientes títulos: La Villa Pia et les jardins du Vatican (1837), Compositions antiques (1851-1852) y Le Laurentin (1852).
Obtuvo medallas de 2ª y 1ª clase en los Salones de 1849 y 1851. Fue elegido jefe de trabajos gráficos en la Escuela Central de Artes y Manufacturas. En 1839 obtuvo premio en el concurso público para el proyecto de los mercados cubiertos de Versalles, y otro en 1849 por el proyecto del matadero de Saint-Germain-en-Laye. A su regreso de Italia, fue nombrado inspector de las obras de la Biblioteca Real bajo la dirección de Visconti. En 1834, fue asignado con el mismo cargo a las obras del Tribunal de Casación y finalmente nombrado primer inspector de la tumba de Napoleón I en Los Inválidos, de 1842 a 1853, momento en el que sucedió a Visconti en la finalización y decoración de este monumento. Falleció en su ciudad natal el 18 de enero de 1869.